# 県道193号 (台湾)
県道193号（けんどう193ごう）は、花蓮県新城郷三棧から同県玉里鎮楽合を結ぶ、全長計110.920kmで、今の台湾で最も長い県道である。台11線と台11甲線のそれぞれと重複区間がある。
かつては県道193号と県道195号と県道195甲線であったが、後は県道195号と県道195甲線全線に県道193号本線に編入され現存。

## 通過する自治体
- 花蓮県
  - 新城郷
  - 花蓮市
  - 吉安郷
  - 寿豊郷
  - 鳳林鎮
  - 光復郷
  - 瑞穂郷
  - 玉里鎮

## 接続する道路
- 台9線
- 台11線・台11丙線
- 台11線
- 台11甲線
- 台11甲線
- 台9線・台30線

## 施設
- 花蓮空港
- 華東橋
- 国立花蓮高級中学
- 中山橋
- 北濱囯小学校
- 吉安渓橋
- 花蓮大橋
- 月眉囯小学校
- 月眉一号橋
- 富國橋
- 富盛橋
- 富益橋
- 加豊一号橋
- 東富五橋
- 大農橋
- 大富橋
- 富興橋
- 和諧橋
- 安定橋
- 興鶴橋
- 鶴岡囯小学校
- 鶴岡橋
- 瑞岡大橋
- 瑞美囯小学校
- 瑞穂大橋
- 春徳橋
- 春日橋
- 春日囯小学校
- 泰林大橋
- 万麗橋
- 松浦囯小学校
- 杜風橋
- 玉東囯中学校
- 観音橋
- 観音囯小学校
- 鉄份橋
- 石公橋